# 프라우드 패밀리: 라우더 앤 프라우더
프라우드 패밀리: 라우더 앤 프라우더(The Proud Family: Louder And Prouder)는 2022년 2월 23일에 디즈니+에서 최초로 공개하였고, 대한민국은 2022년 5월 18일에 최초로 공개하였다.

## 목소리 출연

### 한국어판
- 페니 프라우드 : 김예림
- 오스카 프라우드 : 김현욱
- 트루디 프라우드 : 최하나
- 슈가마마 : 이미나
- 바비 : 홍진욱
- 다조네이 : 최하나
- 라시에네가 : 윤승희
- 조이 : 이미나
- 마이클 : 정의한
- 마야 : 최하나
- KG : 서반석
- 위저드 켈리 : 정의한
- 마이런 : 김현욱
- 누비아 : 이미나
- 배리 : 정의한
- 하이타워 : 윤승희
- 버퍼리나 : 최하나
- 슈기 : 서반석

## 우리말 연출
- 연출 : 강경훈
- 번역 : 강은영
- 믹싱 스튜디오 : 플레이백 스튜디오
- 한국어 제작 : Disney Character Voices International,Inc.
- 기획 : 월트디즈니컴퍼니코리아 유한책임회사